# Zgrada Hrvatskog narodnog kazališta u Splitu
Zgrada Hrvatskog narodnog kazališta, kazališna zgrada u Splitu, Trg Gaje Bulata 1.

## Opis dobra
Historicistička zgrada građena je, prema projektu Emila Vecchiettija i suradnika Ante Bezića u periodu 1891. — 1893., na mjestu velike lokve, u neposrednoj blizini baroknog bedema Priulija. Izvorno je unutrašnjost bila raskošno oslikana i ukrašena štukaturama (autor nacrta Antonio Zuccaro). Na glavnom pročelju neobaroknog sloga ističe se na drugom katu veliki polukružni otvor s kipovima tršćanskog kipara Cosmija, dok su bočna pročelja vrlo jednostavna i bez ukrasa. Godine 1971. zgrada je izgorjela u požaru, Obnovljena 1979. obnovljena je prema izvornom stanju, ali i dograđena u suvremenom arhitektonskom izričaju prema projektu prof. Božidara Rašice i suradnice Vere Maršić.
U zgradi je i danas smješteno splitsko Hrvatsko narodno kazalište.

## Zaštita
Pod oznakom Z-4629 zavedena je kao nepokretno kulturno dobro - pojedinačno, pravna statusa zaštićena kulturnog dobra, klasificiranog kao profana graditeljska baština.